# 미스터 컴퍼니
"미스터 컴퍼니"(Anxiety)는 한국에서 제작된 민환기 감독의 2012년 다큐멘터리 영화이다. 김진화 등이 주연으로 출연하였다.

## 출연

### 주연
- 김진화
- 김방호

### 조연
- 고유경
- 이미정
- 황정진
- 연승훈

## 기타
- 구성: 민환기
- 조연출: 남연경
- 조연출: 이지원
- 동시녹음: 김인배
- 믹싱: 김원
- 믹싱: 이주석
- 믹싱: 양경덕
- 작곡: 이상윤
- 작곡: 이민성
- 타이틀: 방우리
- 광고디자인: 박현규
- 로그작성: 도현준
- 로그작성: 심형섭
- 로그작성: 전소리
- 로그작성: 남연경
- 배급총괄: 곽용수
- 국내배급: 한소명
- 국내배급: 나두나
- 국내배급: 김인화
- 국내배급: 김화범
- 해외배급: 곽미현
- 해외배급: 원인정
- 홍보마케팅: 조계영
- 홍보마케팅: 김지희
- 홍보마케팅: 조우리
- 번역: 차인국